# Nemajūnai (Birštonas)

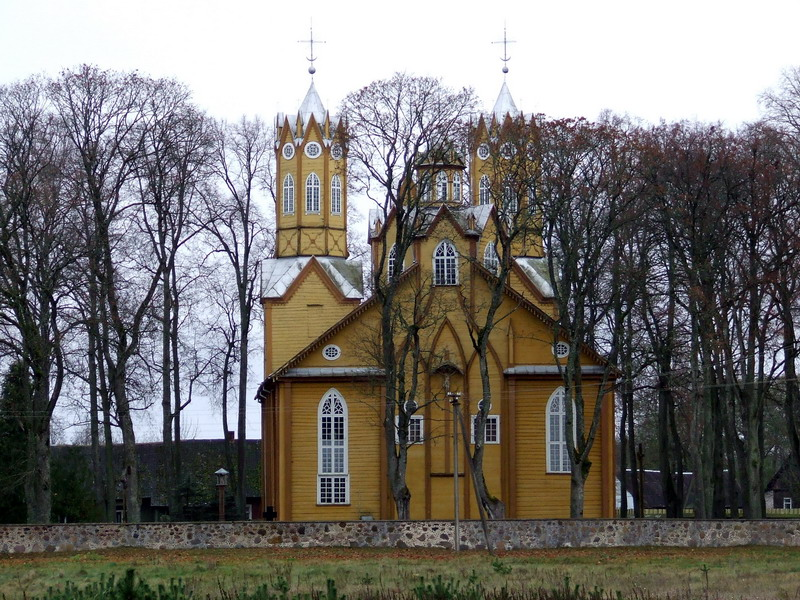
Kirche Nemajūnai

Nemajūnai ist ein Dorf in der Gemeinde Birštonas am rechten Ufer der Memel, an der ersten großen Memel-Schleife hinter Alytus. Es ist das Zentrum des Unteramtsbezirks (Seniūnaitija). Nemajūnai liegt in einem urbanistischen Schutzgebiet.
In Nemajūnai befindet sich die katholische, aus Holz gebaute neugotische Kirche Nemajūnai von 1877, der Stein Nemajūnai, die Wallburg Nemajūnai, ein Friedhof, eine Bibliothek, sowie ein medizinischer Versorgungspunkt (medicinos punktas). Der Ort wird im 14. Jahrhundert urkundlich erwähnt. Es gab den Gutshof Nemajūnai. 1910 wurde der Wassermesspunkt gebaut. Das Dorf schrieb sich früher Nemaniūnai.